# Instituto Internacional de Estatística
O Instituto Internacional de Estatística (IIE) é uma associação profissional de estatísticos que busca "desenvolver e melhorar os métodos estatísticos e suas aplicações através da promoção da atividade e cooperação internacionais". O Instituto foi fundado em 1885 e conta com aproximadamente 2 mil membros com atuação em vários setores: governo, academia e setor privado. Ele publica livros e periódicos científicos, e realiza uma conferência internacional a cada dois anos. Seu escritório permanente fica em  Voorburg, perto de Haia, na Holanda.
O Instituto coordena e centraliza várias seções especializadas:
- Bernoulli Society for Mathematical Statistics and Probability (BS)
- International Association for Statistical Computing (IASC)
- International Association for Official Statistics (IAOS)
- International Association of Survey Statisticians (IASS)
- International Association for Statistics Education (IASE)
- International Society for Business and Industrial Statistics (ISBIS)
- Irving Fisher Committee on Central Bank Statistics (IFC, ISI transitional Section)
- O Standing Committee of Regional and Urban Statistics (SCORUS), é um sub-comitê da IAOS.

## Journals
O Instituto Internacional de Estatística publica os seguintes periódicos:
- International Statistical Review
- Statistical Theory and Method Abstracts - Zentralblatt
- Bernoulli
- Computational Statistics & Data Analysis
- ISI Newsletter
- Statistics Education Research Journal
- Statistics Surveys